# 海老澤健次
海老澤 健次（えびさわ けんじ、1986年10月22日 - ）は、日本の俳優。沖縄県出身。沖縄県立真和志高等学校卒業。

## 略歴
中学生の時に演劇に参加したことをきっかけに、俳優業に興味を持つ。2004年、第17回ジュノン・スーパーボーイ・コンテストにて準グランプリを受賞し、高校を卒業後すぐに上京。
2005年にミュージカル『GOD SPELL』でデビュー。
2008年、スーパー戦隊シリーズ『炎神戦隊ゴーオンジャー』にて石原軍平 / ゴーオンブラック役で出演、初のテレビドラマレギュラー出演となった。
2011年、舞台『4つの駒 -THE FOUR PIECES-』で初主演を務めた。
2022年6月1日、自身のTwitterにて、2022年5月31日をもって契約満了のため17年間所属していたキューブを退社し、フリーで活動することを報告。

## 人物
- 趣味は「楽しいことを探すこと」、特技は三線・ダンス[2]。ジュノン・スーパーボーイ・コンテストの最終パフォーマンスにおいて、「童神」の三線弾き語りを披露した。上京の際に、祖母から祖父の形見の三線を受け継いでいる[8]。
- 同じ事務所に所属する古田新太や生瀬勝久[9]、藤木直人[10]などを目標の俳優に掲げている。
- 出演してみたいテレビ番組は『サラリーマンNEO』[11]。

## 出演

### テレビドラマ
- 神はサイコロを振らない 第7話（2006年3月、日本テレビ） - 陸上部員・綾瀬 役
- トップキャスター 第8話（2006年6月、フジテレビ）
- 怨み屋本舗 第2話（2006年7月、テレビ東京） - 三郷一郎 役
- スーパー戦隊シリーズ
  - 炎神戦隊ゴーオンジャー（2008年2月 - 2009年2月、テレビ朝日） - 石原軍平 / ゴーオンブラック 役
  - 獣電戦隊キョウリュウジャー 第4話（2013年3月、テレビ朝日） - 御船士郎 役
- 松本清張生誕100年スペシャル 夜光の階段（2009年4月 - 6月、テレビ朝日） - 長谷川純 役
- イケ麺そば屋探偵〜いいんだぜ!〜 第7話（2009年5月、日本テレビ） - ケンジ 役
  - イケ麺新そば屋探偵〜いいんだぜ!〜（2009年7月 - 9月、日本テレビ） - ケンジ（イケ麺No.003） 役
- 押忍!!ふんどし部!（2013年4月 - 7月、テレビ神奈川 他） - 白神貞美 役
  - 押忍!!ふんどし部! シーズン2 〜南海怒濤篇〜（2014年1月 - 3月、テレビ神奈川 他） - 白神貞美 役
- 刑事110キロ 第2シリーズ 最終話第2部（2014年6月、テレビ朝日） - 本田幸樹 役
- ○○妻 最終話（2015年3月、日本テレビ）
- ゼロ 一獲千金ゲーム（2018年7月15日 - 9月16日、日本テレビ） - 白井 役[12]
- 微笑む人（2020年3月1日、テレビ朝日）
- 刑事7人 SEASON8 第8話（2022年8月31日、テレビ朝日）- 岡部雄大 役

### 舞台
- GOD SPELL（2005年、池袋芸術劇場大ホール）
- ソフィストリー〜詭弁（2006年、シアター1010） - イゴー 役
- Love Musical（2009年9月、赤坂レッドシアター） - ゲスト出演
- 困ったメン〜絶望のジングルベルMIX〜（2009年12月、全労済ホール スペース・ゼロ） - ジャンボ 役
- 戯伝写楽（2010年4月、青山劇場 / シアターBRAVA!） - 蔦屋丁稚 役
- MOTHER 〜特攻の母 鳥濱トメ物語〜（2010年5月、天王洲 銀河劇場） - 金山文博 役
- 亀の気配（2010年9月、サンモールスタジオ） - 宅間ユキオ 役
- 押忍!!ふんどし部!（2010年11月、山野ホール） - 白神貞美 役
  - 押忍!!ふんどし部! 再演（2012年1月、CBGKシブゲキ!!） - 白神貞美 役
  - 押忍!!ふんどし部! 再々演（2013年3月、CBGKシブゲキ!!） - 白神貞美 役
  - 続!! 押忍!!ふんどし部！（2013年9月、CBGKシブゲキ!!） - 白神貞美 役
- 琉球ロマネスク テンペスト（2011年2月 - 3月、赤坂ACTシアター / 新歌舞伎座） - 青龍 役
- 4つの駒 -THE FOUR PIECES-（2011年9月、青山円形劇場） - 斉藤和馬 役
- Dandy cute Dandy（2012年2月、BIG TREE THEATER） - ナイトウ 役
- 時速246億 Vol.A no.721（2012年4月 - 5月、新宿シアターモリエール） - アンドウ 役
  - 時速246億 Vol.A no.721 再演（2013年7月、赤坂レッドシアター / テレピアホール） - アンドウ 役
- MAMMA MIYA!! 〜マンマ・ミーヤ!!〜（2012年10月、シアターグリーン） - ボビー・ラッキー / 母美名健次 役
- トラベルモード（2014年3月、紀伊國屋サザンシアター） - レイモン 役
- 双牙〜ソウガ〜 再演（2014年4月、シアター1010） - シュゼン 役
- 忍たま乱太郎 (ミュージカル)シリーズ - 潮江文次郎 役
  - ミュージカル忍たま乱太郎 第六弾〜凶悪なる幻影〜（2015年1月、池袋サンシャイン劇場）
  - ミュージカル忍たま乱太郎 第六弾〜凶悪なる幻影〜 再演（2015年6月 - 7月、シアターGロッソ）
  - 200回公演記念コンサート「忍術学園 学園祭」（2015年10月、ステラボール）
  - ミュージカル忍たま乱太郎 第七弾〜水軍砦三つ巴の戦い!〜 （2016年1月、池袋サンシャイン劇場）
  - ミュージカル忍たま乱太郎 第七弾〜水軍砦三つ巴の戦い!〜 再演（東京：2016年6月 - 7月、シアターGロッソ / 兵庫：2016年7月、あましんアルカイックホール / 静岡：静岡市民文化会館 中ホール）
  - ミュージカル忍たま乱太郎 第七弾「忍術学園 学園祭」（2016年9月、舞浜アンフィシアター）
  - ミュージカル忍たま乱太郎 第八弾～がんばれ五年生!技あり、術あり、初任務!!～（2017年1月、シアターGロッソ）
  - ミュージカル忍たま乱太郎 第八弾～がんばれ五年生!技あり、術あり、初任務!!～ 再演（東京：2017年6 - 7月、池袋サンシャイン劇場 / 大阪：2017年7月、森ノ宮ピロティホール）
  - ミュージカル忍たま乱太郎 第八弾「忍術学園 学園祭」（東京：2017年9月、舞浜アンフィシアター / 大阪：2017年9月 - 10月、森ノ宮ピロティホール）
- ユメオイビトの航海日誌（2015年2月、シアターサンモール） - アダム 役
- 千年マチコ ～喫茶去編～（2015年8月、シアターグリーン） - 衷 役
- お願い鋼鉄ビンタ vol.11「時空堂revival」（2015年11月、新宿シアターモリエール）
- SOKUGEKI Vol.6 （2016年3月）
- SEPT Vol.6「SANZ」（2016年8月、新宿村LIVE）
- ファイティングリーマン（2017年3月 - 4月、新宿シアターモリエール） - 升田優一  役
- 昆虫戦士コンチュウジャー～ただの再演じゃ終わらない、そうだろみんな!?～（2017年5月、あうるすぽっと） - 万里チョウジ 役
- 昆虫戦士コンチュウジャー2～激突!恐怖の戦士、ネオコンチュウジャー!～（2017年8月、全労済ホール スペース・ゼロ） - 万里チョウジ 役
- カネエビ2人芝居 vol.1"であい"（2017年11月、シアター代官山）
- 池袋ウエストゲートパーク SONG＆DANCE（東京：2017年12月 - 2018年1月、東京芸術劇場 / 兵庫：2018年1月、兵庫県立芸術文化センター） - ヒロト / カニザワ 役
- ロックミュージカル「新宿のありふれた夜」（2023年11月、シアターΧ） - なつめ 役[13]
- ミュージカル「信長〜朧本能寺〜」（2025年6月、IMAホール）[14]

### 映画
- 夜のピクニック（2006年） - 野球部員・矢部 役
- 『スーパー戦隊シリーズ』 - いずれも、石原軍平 / ゴーオンブラック 役
  - 炎神戦隊ゴーオンジャー BUNBUN!BANBAN!劇場BANG!!（2008年）
  - 劇場版 炎神戦隊ゴーオンジャーVSゲキレンジャー（2009年）
  - 侍戦隊シンケンジャーVSゴーオンジャー 銀幕BANG!!（2010年）
- トラベラーズ 次元警察（2013年） - 百瀬賢 役
- 俺たち賞金稼ぎ団（2014年） - 恩田剛 役

### ウェブ配信
- ピクニックの準備 第8話「おかいもの」（2006年） - 野球部員・矢部 役

### オリジナルビデオ
- 『スーパー戦隊シリーズ』 - いずれも、石原軍平 / ゴーオンブラック 役
  - 炎神戦隊ゴーオンジャー BONBON!BONBON!ネットでBONG!!（2008年、東映ビデオ）
  - 炎神戦隊ゴーオンジャースペシャルDVD ゼミナールだよ!全員GO-ON!（2008年、東映ビデオ）
  - 炎神戦隊ゴーオンジャー 10 YEARS GRANDPRIX（2018年9月発売）

### CM
- ニベア花王「8×4」遊園地編（2006年）
- 洋服の青山「フレッシュマンセール」（2006年）
- NTT DoCoMo関西（2006年）

### ミュージックビデオ
- 藤木直人「HEY! FRIENDS」（2006年）
- 藤木直人「Tuning Note」（2007年）